# La Resistencia
La Resistencia va ser un programa de televisió espanyol emès a #0 i Movistar Plus+ des de la plataforma de Movistar. S'emeté de dilluns a dijous a les 00:00 hores i tenia una duració de 50 minuts.
Va ser estrenat el dia 1 de febrer del 2018 i és presentat pel còmic David Broncano. El programa s'emetia des del Teatro Arlequín de Madrid, motiu pel qual comptava amb públic en directe, i estava produït per El Terrat.

## Història
Coincidint amb el segon aniversari del canal "#0" de Movistar+, David Broncano va deixar les seves habituals col·laboracions en el programa Late Motiv d'Andreu Buenafuente per a presentar el seu primer "late late show" a Espanya, seguint el format d'altres cadenes dels Estats Units d'enllaçar dos late nights show seguits. El programa és emès en diferit des del Teatre Arlequín a la Gran Via de Madrid i amb públic en directe.
El programa és dirigit per Ricardo Castella juntament amb David Broncano. Compta amb col·laboradors com Dani Rovira, Antonio Resines, Héctor de Miguel "Quequé", Ignatius Farray, Pantomima Full, Ingrid García-Jonsson o Ernesto Sevilla entre d'altres. El beatboxer Marcos Martinez "Grison" i Ricardo Castella interpreten la música en directe.
El 2019 va rebre el Premi Ondas a Millor Programa d'Entreteniment de televisió.

## Seccions
- Insultos al público

Secció diaria del presentador David Broncano on rep els insults del públic, els torna i els comenta.
- Los Monólogo

Secció diaria del presentador David Broncano on fa un repàs humorístic de les notícies d'actualitat, especialment les notícies més surrealistes i absurdes. Es destaca l'humor negre i el tó crític donat en algunes situacions polítiques i socials del moment. A vegades es convida a un humorista extern que substitueix al presentador en el monòleg inicial.
- Entrevista

Espai on el presentador fa una entrevista a un convidat, ja sigui del món de la música o un youtuber o una actriu entre molts d'altres. Els convidats solen ser personatges moltes vegades desconeguts o amb poca popularitat en contrast amb altres programes com El Hormiguero o Late Motiv, però això dona la possibilitat de fer nou descobriments i dona més valor al programa. La pregunta estrella que fa sempre David Broncano és "quants sous tens?", juntament amb "quina és l'última vegada que has fet sexe?", molt convidats contesten i altres es guarden la informació per ells mateixos.
El programa ha estat moltes vegades aplaudit a causa de la gran visibilitat que dona a l'esport femení al país convidant molt sovint a esportistes que no tenen la possibilitat d'acudir a altres programes a fer la seva promoció.
- Qui prefereixes que es mori?

Jorge Ponce porta la fotografia de dues persones famoses i interactua amb el públic, els fa la pregunta: Qui prefereixes que es mori? S'exposen arguments favorables i en contra de cada una de les personalitats i seguidament el públic mitjançant els aplaudiments decideix qui "mor". Les comparacions poden arribar a ser entre Santiago Segura i El Rubius o entre Andres Iniesta i Cristian Gálvez o fins i tot entre Jesucrist o Barrabàs.
- "El Hormiguero mal"

Aquesta secció consisteix a fer una paròdia amb molt baix pressupost de les seccions del programa d'Antena 3 El Hormiguero.
- Actuació musical del grup "Petróleo"

L'humorista Ignatius Farray porta, com ell mateix diu, el primer grup de música Post-Punk cristià i amb el seu acompanyant José Luis Petróleo formen una caòtica actuació musical. Sempre abans de començar l'actuació el còmic Ignatius presenta la lletra de la cançó que es disposa a cantar, les lletres es caracteritzen per ser molt surrealistes i amb una tornada repetitiva. En aquestes actuacions tenen l'ajuda de David Broncano que s'encarrega de la bateria i també l'ajuda de la banda del programa fent els cors i ajudant amb la guitarra i piano electrònic.
- Connexions des del carrer

Des de l'exterior del Teatre Arlequín a la Gran Via de Madrid, Jorge Ponce s'encarrega de fer aquesta connexió dedicada principalment a parar a la gent del carrer i fer preguntes irreverents sempre amb un to humorístic. Els temes més recurrents consisteixen a jutjar a la gent pel seu aspecte i fer entrevistes o jocs a partir dels prejudicis que li generen a l'entrevistador.
- Repàs dels fòrums d'internet

Jorge Ponce fa una investigació dels fòrums més surrealistes d'internet intentant cercar les respostes i preguntes més estranyes i originals dels internautes.
- Els "entresijos"

Ricardo Castella es posa en la pell de col·laborador i explica les anècdotes i secrets interns més divertits i curioses del programa.
- El temps

Jorge Ponce analitza de forma humorística la situació meteorològica mitjançant una aplicació gratuïta.

## Seccions ocasionals
Comentari "Blockbuster"Dani Rovira acudeix com a col·laborador ocasional en aquesta secció on parla d'un blockbuster i fa un resum de la pel·lícula de forma humorística. Ha comentat pel·lícules com El Senyor dels Anells, Independence Day o El guardaespatlles.
Actuació teatralAntonio Resines, com amic del programa, fa aquesta col·laboració on amb l'ajuda de l'equip del programa fan una petita actuació teatral. No hi ha cap intenció de fer una actuació formal, destaca la poca preparació, el baix pressupost i la comicitat.
Convidat sorpresaL'humorista Héctor de Miguel "Quequé" porta al programa un convidat sense que el presentador David Broncano sàpiga qui és i hi ha d'intentar esbrinar mitjançant preguntes de qui es tracta. La llista d'aquests convidats destaca per tractar-se de personalitats o grups dels quals David Broncano ha fet acudits. Aquesta llista la componen Café Quijano, Juan Antonio Muñoz de Cruz y Raya, Macaco, Dani Martín o el grup de música Taburete.
Idees de programesEls humoristes Rober Bodegas i Alberto Casado (Pantomima Full) porten idees originals de programes per vendre a Movistar+, totes aquestes idees es presenten de forma paròdica i irònica i normalment aquests programes tenen molta similitud amb altres produccions ja existents.

## Convidats

### Temporada 1
| Programa | Data                 | Convidat                            |
| -------- | -------------------- | ----------------------------------- |
| 1        | 1 de febrer de 2018  | Antonio Resines                     |
| 2        | 5 de febrer de 2018  | Itziar Castro                       |
| 3        | 6 de febrer de 2018  | Ana Asensio                         |
| 4        | 7 de febrer de 2018  | Afrojuice 195                       |
| 5        | 8 de febrer de 2018  | Brisa Fenoy                         |
| 6        | 12 de febrer de 2018 | Javier Santaolalla                  |
| 7        | 13 de febrer de 2018 | Cristina Gutiérrez                  |
| 8        | 14 de febrer de 2018 | Alejandro Cao de Benós              |
| 9        | 15 de febrer de 2018 | Ernesto Sevilla                     |
| 10       | 19 de febrer de 2018 | Elvira Sastre                       |
| 11       | 20 de febrer de 2018 | Regino Hernández                    |
| 12       | 21 de febrer de 2018 | Adrián Mateos                       |
| 13       | 22 de febrer de 2018 | Alberto Ammann i Clara Méndez-Leite |
| 14       | 26 de febrer de 2018 | Venga Monjas                        |
| 15       | 27 de febrer de 2018 | Zatu                                |
| 16       | 28 de febrer de 2018 | Paul Urkijo i Eneko Sagardoy        |
| 17       | 1 de març de 2018    | Ibai Llanos                         |
| 18       | 5 de març de 2018    | Texxcoco                            |
| 19       | 6 de març de 2018    | Sandra Sánchez                      |
| 20       | 7 de març de 2018    | María Barranco i Angy Fernández     |
| 21       | 8 de març de 2018    | Berto Romero                        |
| 22       | 12 de març de 2018   | Rozalén                             |
| 23       | 13 de març de 2018   | Ona Carbonell                       |
| 24       | 14 de març de 2018   | David Sainz                         |
| 25       | 15 de març de 2018   | Eric Jiménez                        |
| 26       | 19 de març de 2018   | Ricardo Gómez e Irene Escolar       |
| 27       | 20 de març de 2018   | Javier García «Chino»               |
| 28       | 21 de març de 2018   | Miguel Noguera                      |
| 29       | 22 de març de 2018   | Carla Cervantes i Sandra Egido      |
| 30       | 2 de abril de 2018   | Loulogio i Outconsumer              |
| 31       | 3 de abril de 2018   | Antonio Luque «Sr. Chinarro»        |
| 32       | 4 de abril de 2018   | Mi Hoa Lee                          |
| 33       | 5 de abril de 2018   | IZAL                                |
| 34       | 9 de abril de 2018   | Andrew O'Neil                       |
| 35       | 10 de abril de 2018  | Quique Peinado i Manuel Burque      |
| 36       | 11 de abril de 2018  | Natos y Waor                        |
| 37       | 12 de abril de 2018  | Yohanna Alonso                      |
| 38       | 16 de abril de 2018  | Ed is Dead                          |
| 39       | 17 de abril de 2018  | Ingrid García-Jonsson               |
| 40       | 18 de abril de 2018  | Jordi ENP                           |
| 41       | 19 de abril de 2018  | Boa Mistura                         |
| 42       | 23 de abril de 2018  | C. Tangana                          |
| 43       | 24 de abril de 2018  | Alicia Sintes                       |
| 44       | 25 de abril de 2018  | Joaquín Reyes                       |
| 45       | 26 de abril de 2018  | José Javier Hombrados               |
| 46       | 30 de abril de 2018  | Belén Cuesta                        |
| 47       | 2 de maig de 2018    | Juan Gómez-Jurado y Carla Suárez    |
| 48       | 3 de maig de 2018    | Ingrid García-Jonsson               |
| 49       | 7 de maig de 2018    | Lolito Fernández                    |
| 50       | 8 de maig de 2018    | Gorka Urbizu                        |
| 51       | 9 de maig de 2018    | Antoni Daimiel                      |
| 52       | 10 de maig de 2018   | Najwa Nimri                         |
| 53       | 14 de maig de 2018   | Borja Cobeaga                       |
| 54       | 15 de maig de 2018   | Belén López                         |
| 55       | 16 de maig de 2018   | Julen Lopetegui                     |
| 56       | 17 de maig de 2018   | Salvador Espín                      |
| 57       | 21 de maig de 2018   | Kiko Amat                           |
| 58       | 22 de maig de 2018   | Willy Hernangómez                   |
| 59       | 23 de maig de 2018   | Javiera Mena                        |
| 60       | 24 de maig de 2018   | Carlas Ballarta                     |
| 61       | 28 de maig de 2018   | Ayax y Prok e Ingrid García-Jonnson |
| 62       | 29 de maig de 2018   | Carolina Marín                      |
| 63       | 30 de maig de 2018   | Lucía Martiño                       |
| 64       | 31 de maig de 2018   | Raúl Cimas                          |
| 65       | 4 de juny de 2018    | Carmen Ruiz i Fernando Tejero       |
| 66       | 5 de juny de 2018    | Nathy Peluso                        |
| 67       | 6 de juny de 2018    | Amaya Valdemoro                     |
| 68       | 7 de juny de 2018    | Nacho Vegas                         |
| 69       | 11 de juny de 2018   | Beatriz Rico                        |
| 70       | 12 de juny de 2018   | Vetusta Morla                       |
| 71       | 13 de juny de 2018   | Javier Cansado                      |
| 72       | 14 de juny de 2018   | Mara Torres                         |
| 73       | 18 de juny de 2018   | Leonor Watling                      |
| 74       | 19 de juny de 2018   | Andy y Lucas                        |
| 75       | 20 de juny de 2018   | Pol Espargaró                       |
| 76       | 21 de juny de 2018   | David Verdaguer i Óscar Machancoses |
| 77       | 25 de juny de 2018   | Residente                           |
| 78       | 26 de juny de 2018   | Becky G                             |
| 79       | 27 de juny de 2018   | Maggie Civantos                     |
| 80       | 28 de juny de 2018   | Ingrid García-Jonnson               |
| 81       | 2 de juliol de 2018  | Amarna Miller                       |
| 82       | 3 de juliol de 2018  | Paco Arévalo                        |
| 83       | 4 de juliol de 2018  | Viki Gómez                          |
| 84       | 5 de juliol de 2018  | Javier Coronas i Yung Beef          |

### Temporada 2
| Programa | Data                   | Convidat                                                              |
| -------- | ---------------------- | --------------------------------------------------------------------- |
| 85       | 10 de setembre de 2018 | Kiko Veneno                                                           |
| 86       | 11 de setembre de 2018 | Carmen Blanco                                                         |
| 87       | 12 de setembre de 2018 | Gisela Pulido                                                         |
| 88       | 13 de setembre de 2018 | Joaquín Reyes i Ernesto Sevilla                                       |
| 89       | 17 de setembre de 2018 | Marta Torné                                                           |
| 90       | 18 de setembre de 2018 | Los Punsetes                                                          |
| 91       | 19 de setembre de 2018 | Adam Ondra                                                            |
| 92       | 20 de setembre de 2018 | Rebeca Haro                                                           |
| 93       | 24 de setembre de 2018 | Nacho Carretero                                                       |
| 94       | 25 de setembre de 2018 | Joana Pastrana e Ingrid García-Jonsson                                |
| 95       | 26 de setembre de 2018 | Daniel Antón                                                          |
| 96       | 27 de setembre de 2018 | Gaizka Mendieta                                                       |
| 97       | 1 d'octubre de 2018    | Maribel Verdú, Juana Acosta i Paula Echevarría                        |
| 98       | 2 de octubre de 2018   | Jorge Prado i Ana Carrasco                                            |
| 99       | 3 de octubre de 2018   | Joe Crepúsculo                                                        |
| 100      | 4 de octubre de 2018   | Iggy Rubín, Antonio Castelo i Jorge Ponce                             |
| 101      | 8 de octubre de 2018   | Adriana Torrebejano, la novia de Broncano                             |
| 102      | 9 de octubre de 2018   | Fermín Muguruza                                                       |
| 103      | 10 de octubre de 2018  | Ocelote                                                               |
| 104      | 11 de octubre de 2018  | Facu Díaz i Miguel Maldonado                                          |
| 105      | 15 de octubre de 2018  | María Guerra i Pepa Blanes                                            |
| 106      | 16 de octubre de 2018  | Wismichu                                                              |
| 107      | 17 de octubre de 2018  | Darío Adanti i Edu Galán                                              |
| 108      | 18 de octubre de 2018  | Hinds                                                                 |
| 109      | 22 de octubre de 2018  | Ester Expósito                                                        |
| 110      | 23 de octubre de 2018  | Dani Martín                                                           |
| 111      | 24 de octubre de 2018  | Jordi Évole                                                           |
| 112      | 25 de octubre de 2018  | Albert Pla                                                            |
| 113      | 29 de octubre de 2018  | Javier Rey                                                            |
| 114      | 30 de octubre de 2018  | Natalia Valdebenito                                                   |
| 115      | 31 de octubre de 2018  | Raúl Pérez i Café Quijano                                             |
| 116      | 5 de novembre de 2018  | Toundra                                                               |
| 117      | 6 de novembre de 2018  | Laia Palau                                                            |
| 118      | 7 de novembre de 2018  | Carlos Librado                                                        |
| 119      | 8 de novembre de 2018  | Isabel Coixet                                                         |
| 120      | 12 de novembre de 2018 | Marzenna Adamczyk                                                     |
| 121      | 13 de novembre de 2018 | Macarena Gómez                                                        |
| 122      | 14 de novembre de 2018 | Bejo                                                                  |
| 123      | 15 de novembre de 2018 | Roberto Iniesta                                                       |
| 124      | 19 de novembre de 2018 | Álex O'Dogherty i Frank Spano                                         |
| 125      | 20 de novembre de 2018 | Iñaki Gabilondo i Antonio Resines                                     |
| 126      | 21 de novembre de 2018 | Bad Gyal                                                              |
| 127      | 22 de novembre de 2018 | Antonio de la Torre                                                   |
| 128      | 26 de novembre de 2018 | TheGrefg                                                              |
| 129      | 27 de novembre de 2018 | Elena López Benaches                                                  |
| 130      | 28 de novembre de 2018 | Carolina Durante                                                      |
| 131      | 29 de novembre de 2018 | Adriana Ugarte                                                        |
| 132      | 3 de desembre de 2018  | Sergi Llull i Melià                                                   |
| 133      | 4 de desembre de 2018  | Aymar Navarro Comballe                                                |
| 134      | 5 de desembre de 2018  | John Petrucci i James LaBrie (Dream Theater)                          |
| 135      | 10 de desembre de 2018 | Blanca Suárez                                                         |
| 136      | 11 de desembre de 2018 | Laura Pausini                                                         |
| 137      | 12 de desembre de 2018 | Michelle Jenner                                                       |
| 138      | 13 de desembre de 2018 | Zahara (cantant)                                                      |
| 139      | 17 de desembre de 2018 | Lori Meyers                                                           |
| 140      | 18 de desembre de 2018 | Jon Sistiaga Escudero i Joe Pérez-Orive                               |
| 141      | 19 de desembre de 2018 | Lidia Valentín Pérez                                                  |
| 142      | 20 de desembre de 2018 | Arturo Valls Mollà                                                    |
| 143      | 7 de gener de 2019     | Francisco León Barrios                                                |
| 144      | 8 de gener de 2019     | Santiago Lorenzo                                                      |
| 145      | 9 de gener de 2019     | Asaari Bibang i Penny Jay                                             |
| 146      | 10 de gener de 2019    | Nacho Vigalondo                                                       |
| 147      | 14 de gener de 2019    | Ana Fernández (actriu)                                                |
| 148      | 15 de gener de 2019    | Ana Morgade Pérez                                                     |
| 149      | 16 de gener de 2019    | Desirée Vila                                                          |
| 150      | 17 de gener de 2019    | Óscar Jaenada                                                         |
| 151      | 21 de gener de 2019    | Malena Alterio i Daniel Guzmán                                        |
| 152      | 22 de gener de 2019    | La Zowi                                                               |
| 153      | 23 de gener de 2019    | Laia Sanz i Pla-Giribert                                              |
| 154      | 24 de gener de 2019    | Coque Malla                                                           |
| 155      | 28 de gener de 2019    | Lola Índigo                                                           |
| 156      | 29 de gener de 2019    | César Noval                                                           |
| 157      | 30 de gener de 2019    | Anna Castillo Ferré                                                   |
| 158      | 31 de gener de 2019    | Ketama (grup de música)                                               |
| 159      | 4 de febrer de 2019    | Andreu Buenafuente Moreno i Sílvia Abril Fernández                    |
| 160      | 5 de febrer de 2019    | Amparo Llanos                                                         |
| 161      | 6 de febrer de 2019    | Eva Navarro i Catalina Coll                                           |
| 162      | 7 de febrer de 2019    | Marcos Morán                                                          |
| 163      | 11 de febrer de 2019   | Darío Brizuela                                                        |
| 164      | 12 de febrer de 2019   | Andrea Duro                                                           |
| 165      | 13 de febrer de 2019   | Cupido                                                                |
| 166      | 14 de febrer de 2019   | Miki Esparbé                                                          |
| 167      | 18 de febrer de 2019   | Borja Iglesias Quintás                                                |
| 168      | 19 de febrer de 2019   | Cristina Castaño Gómez                                                |
| 169      | 20 de febrer de 2019   | Delaporte                                                             |
| 170      | 21 de febrer de 2019   | Óscar Dorta                                                           |
| 171      | 25 de febrer de 2019   | Okuda San Miguel                                                      |
| 172      | 26 de febrer de 2019   | Mercedes Milà                                                         |
| 173      | 27 de febrer de 2019   | Jean Reno i Gerardo Olivares                                          |
| 174      | 28 de febrer de 2019   | Alberto Romero Tomás i                                                |
| 175      | 4 de març de 2019      | Javier Fernández López                                                |
| 176      | 5 de març de 2019      | Cámara Superlenta Phantom Flex 4K                                     |
| 177      | 6 de març de 2019      | Novedades Carminha                                                    |
| 178      | 7 de març de 2019      | Marta Nieto Martínez                                                  |
| 179      | 11 de març de 2019     | Ana Guerra                                                            |
| 180      | 12 de març de 2019     | Oriol Pla i Solina, Blai Juanet i Marc Sastre i Ingrid García-Jonsson |
| 181      | 13 de març de 2019     | Evaristo Páramos Pérez                                                |
| 182      | 14 de març de 2019     | Física o química                                                      |
| 183      | 18 de març de 2019     | Ian Gibson                                                            |
| 184      | 19 de març de 2019     | María Escoté                                                          |
| 185      | 20 de març de 2019     | Esther Acebo i Mariam Hernández                                       |
| 186      | 21 de març de 2019     | Lang Lang                                                             |
| 187      | 25 de març de 2019     | Irene Ferreiro i Alba Planas                                          |
| 188      | 26 de març de 2019     | Don Patricio                                                          |
| 189      | 27 de març de 2019     | Eneko Pou i Iker Pou                                                  |
| 190      | 28 de març de 2019     | Gerard Piqué i Bernabeu                                               |
| 191      | 1 d'abril de 2019      | Leiva (cantant)                                                       |
| 192      | 2 d'abril de 2019      | Amaia Salamanca                                                       |
| 193      | 3 d'abril de 2019      | Cecilia Freire Peñas i César Sarachu                                  |
| 194      | 4 d'abril de 2019      | Ana Peleteiro Brión                                                   |
| 195      | 8 d'abril de 2019      | Alba Flores                                                           |
| 196      | 9 d'abril de 2019      | ZOO (grup de música)                                                  |
| 197      | 10 d'abril de 2019     | Natalia Tena, James Phelps i Oliver Phelps                            |
| 198      | 11 d'abril de 2019     | Anitta                                                                |
| 199      | 22 d'abril de 2019     | Enhamed Enhamed                                                       |
| 200      | 23 d'abril de 2019     | Antonio Ramos Espejo                                                  |
| 201      | 24 d'abril de 2019     | Miguel Ángel Muñoz                                                    |
| 202      | 25 d'abril de 2019     | Noemí Casquet                                                         |
| 203      | 29 d'abril de 2019     | Anni B Sweet i Ingrid García-Jonsson                                  |
| 204      | 30 d'abril de 2019     | Danny León                                                            |
| 205      | 2 de maig de 2019      | Rayden                                                                |
| 206      | 6 de maig de 2019      | Nadia de Santiago Capell                                              |
| 207      | 7 de maig de 2019      | Mario Casas Sierra i Óscar Casas Sierra                               |
| 208      | 8 de maig de 2019      | Vanesa Martín Mata i Adriana Ugarte                                   |
| 209      | 9 de maig de 2019      | Nick Mason. i Dj Nano                                                 |
| 210      | 13 de maig de 2019     | Iñaki Williams                                                        |
| 211      | 14 de maig de 2019     | Elisa Victoria                                                        |
| 212      | 15 de maig de 2019     | Macarena García                                                       |
| 213      | 16 de maig de 2019     | Salva Espín                                                           |
| 214      | 20 de maig de 2019     | El Langui i Pablo Pineda Ferrer                                       |
| 215      | 21 de maig de 2019     | Ara Malikian                                                          |
| 216      | 22 de maig de 2019     | Ivana Baquero Macías                                                  |
| 217      | 23 de maig de 2019     | Ana Pastor García                                                     |
| 218      | 27 de maig de 2019     | Nicolás Laprovittola                                                  |
| 219      | 28 de maig de 2019     | Desakato                                                              |
| 220      | 29 de maig de 2019     | Cayetana Guillén Cuervo                                               |
| 221      | 30 de maig de 2019     | David Ferrer i Ern                                                    |
| 222      | 3 de juny de 2019      | Kílian Jornet i Burgada                                               |
| 223      | 4 de juny de 2019      | Amaia Romero Arbizu                                                   |
| 224      | 5 de juny de 2019      | Fernando Colomo Gómez                                                 |
| 225      | 6 de juny de 2019      | Esther González                                                       |
| 226      | 10 de juny de 2019     | Iker Vicente                                                          |
| 227      | 11 de juny de 2019     | Anier                                                                 |
| 228      | 12 de juny de 2019     | Candela Peña                                                          |
| 229      | 13 de juny de 2019     | Simon Hanselmann                                                      |
| 230      | 17 de juny de 2019     | Patricia Conde Galindo i Ángel Martín Gómez                           |
| 231      | 18 de juny de 2019     | Javier Álvarez Fernández                                              |
| 232      | 19 de juny de 2019     | Manuela Vellés                                                        |
| 233      | 20 de juny de 2019     | Pepe Rodríguez Rey                                                    |
| 234      | 24 de juny de 2019     | Jonathan Paredes                                                      |
| 235      | 25 de juny de 2019     | María León Barrios                                                    |
| 236      | 26 de juny de 2019     | Ms Nina                                                               |
| 237      | 27 de juny de 2019     | Javier Calvo Guirao i Javier Ambrossi                                 |
| 238      | 1 de juliol de 2019    | Pepe Colubi                                                           |
| 239      | 2 de juliol de 2019    | Paula Gonu                                                            |
| 240      | 3 de juliol de 2019    | Li Saumet                                                             |
| 241      | 4 de juliol de 2019    | Jordi Cruz Pérez                                                      |